# Генріх Стшелецький (лісник)
Генріх Стшелецький (14 липня 1819, Добротвір — 16 серпня 1901, Львів) — польський лісник, один із піонерів лісового господарства в Польщі та один із найвидатніших організаторів польського лісового господарства ІІ пол. 19 ст.

## Автобіографія
Батьком Генріха був Юзеф Стшелецький, лісник Радехівсько-Кам'янецьких лісів, який прищепив йому любов до лісу. У галузі лісового господарства він був самоуком (не враховуючи вказівок батька), бо в Польщі на той час не було жодної лісової школи.
Генріх Стшелецький, закінчивши реальне училище та комерційну академію в Кракові, почав працювати лісником у родинних радехівських лісах . У 1841 році склав лісничий іспит. Його любов до лісів привернула увагу графа Адама Замойського, який довірив йому (25-річному) лісову інспекцію свого Лопатинського маєтку, де був величезний ліс.
У 1855 р. склав іспит на «самостійного лісового селянина». У 1857 році, побачивши необхідність змін лісового господарства в Польщі, він заснував школу для лісників у Голублі поблизу Перемишля (нині лісове поселення в ґміні Перемишль). Школа, попри лише 6 років існування, виховала багато лісівників. Того ж року Стшелецький на прохання графа Leona Sapiehy, посада директора Сапежинських лісів у Красичині. У 1864 році він вирішив переїхати до Львова, де взяв на себе управління міськими лісами.
Після заснування вищої поміщицької школи у Відні міністерство запропонувало йому посаду професора в цьому університеті, але він відмовився від цієї можливості, бо головною метою Стшелецького було створення у Львові лісової школи. Зусилля, які він розпочав у 1871 році, затягнулися надовго через відсутність згоди з боку держав, що поділили. Вони закінчилися успішно у 1874 р., коли у Львові було створено Національну лісову школу (з 1909 р. перейменовано у Вищу лісову школу), а її директором був Генріх Стшелецький, який очолював її до 1892 р. У школі він особисто зустрів приїжджого імператора Франциска Юзефа.
Він був відданим громадським діячем, активним у багатьох організаціях.
З 1851 р. член і діяч Галицького господарського товариства, член його Комітету (16.02.1868 — 20.06.1873, 24.06.1874 — 23.06.1889), його віцепрезидент (30.06.1877). 20 червня 1874 р). Свої роботи публікував у дисертаціях, які були журналом цього Товариства.
Деякий час був віцепрезидентом Товариства приватних чиновників. У березні 1894 р. на прохання делегата Кроковського, писаря комісії з лона наглядової ради, було вирішено розробити заходи для вшанування проф. Генрик Стшелецький, вручивши колишньому віцепрезиденту золотий перстень з написом «вдячний їхньому віцепрезиденту».
Він багато публікував разом з графом Włodzimierzem Dzieduszyckim намагався заснувати фаховий журнал, присвячений лісам. Він був піонером відновлення лісового господарства в Малопольщі, збагатив європейську літературу новим поглядом на лісове господарство. Він був автором найкращої праці 19 століття з лісового господарства — Про плекання лісу. Був співзасновником Галицького лісового товариства, перетвореного в 1925 році в Польське лісове товариство. Член-засновник Польського товариства природознавців Коперника (1873) .
Генріх Стшелецький був власником найбільшої в Польщі книгозбірні лісогосподарських робіт. Частину своїх колекцій експонував на Загальнонаціональній виставці у Львові. Після його смерті колекцію придбало Галицьке лісове товариство.

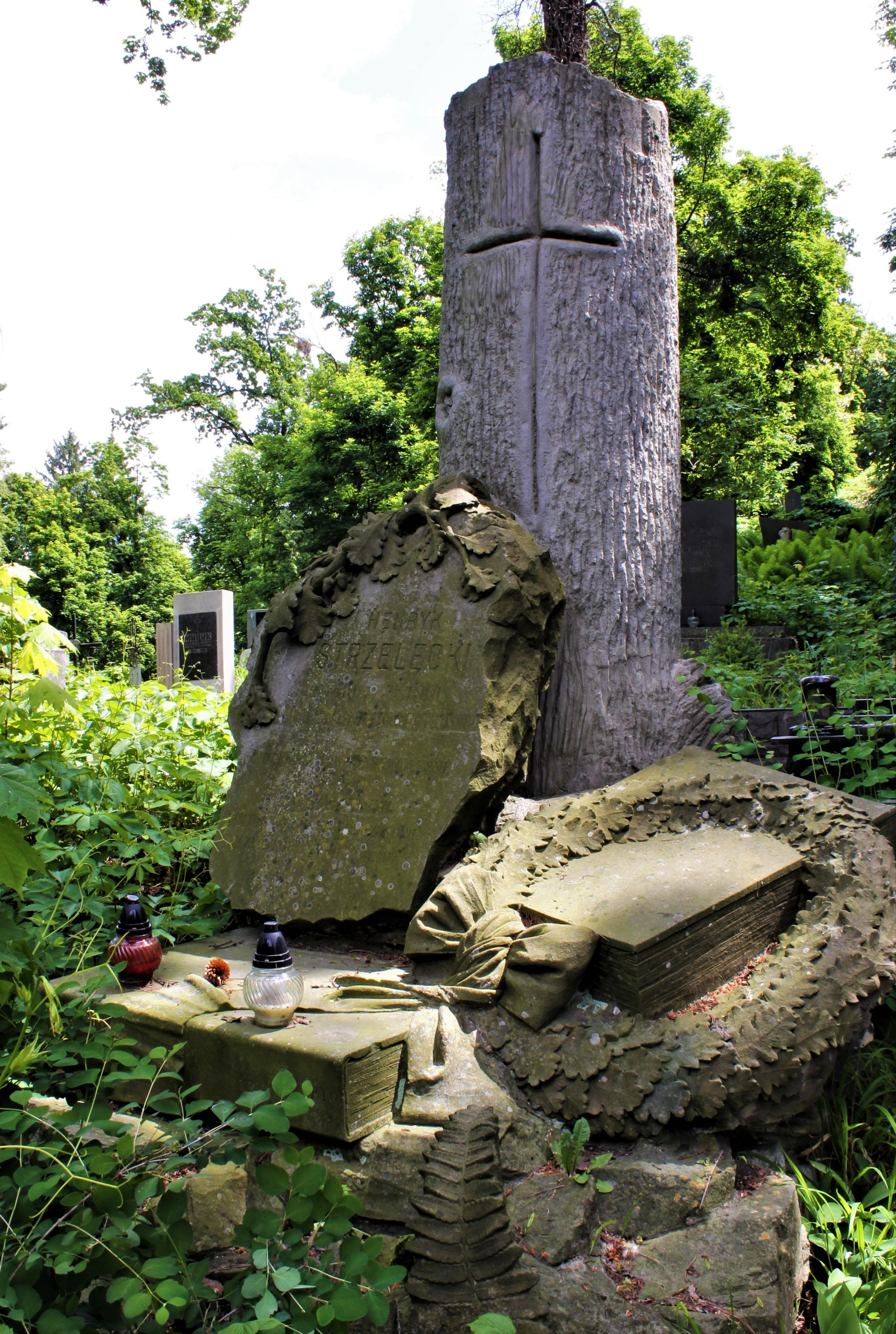
Нагробок на могилі Г.Стшелецького.

Помер 16 липня 1901 року у Львові, похований на 18 полі місцевого Личаківського цвинтаря. Після 2000 року його надгробок було відновлено зусиллями та коштами Польського лісового товариства.

## Вибрані наукові праці
- Opisanie lasów łopatyńskich, 1857
- Las w stanie natury, 1874
- O pielęgnowaniu lasu
- Las w stanie natury
- Przewodnik dla leśniczych: zbiór wiadomości z gospodarstwa lasowego i odnośnych nauk pomocniczych dla użytku właścicieli lasów i poświęcających się zawodowi leśnemu
- O przyrodzonym rozsiedlaniu drzew leśnych w Galicji
- O znaczeniu ekonomicznym lasów
- Z teki starego praktyka.